# 267
267 је била проста година.

## Догађаји
- Прва готска инвазија: Готи, заједно са Сарматима нападају Балкан и Грчку. Пустоше Мезију и Тракију.
- Херули нападају обалу Црног мора; безуспешно нападају Византију и Кизик. Римска флота побеђује херулску флоту (500 бродова), али им дозвољава да побегну у Егејско море, где пљачкају острва Лемнос и Скирос.
- Готи пљачкају неколико градова јужне Грчке, укључујући Атину, Коринт, Аргос и Спарту. Након пљачке Атине, атинска милиција (2.000 људи), под вођством историчара Дексипа, потискује освајаче на север где их пресрета римска војска под царем Галијеном. Он осваја важну победу близу реке Мест, на граници између Македоније и Тракије.
- Ауреол, задужен за одбрану Италије, побеђује Викторина (савладара Галије), његове трупе га проглашавају царем и почиње свој марш на Рим.
- Краљ Септимије Оденат из Палмире прави планове за поход на Кападокију против Гота. Убијен је, заједно са својим најстаријим сином, највероватније од стране свог нећака због претходне свађе између њега и Одената. Његова жена Зенобија га наслеђује и влада Вабалатом (Палмирским царством) са својим младим сином.